# 三重県道154号依那具荒木線
三重県道154号依那具荒木線（みえけんどう154ごう いなぐあらきせん）は、三重県伊賀市を通る一般県道である。

## 概要
伊賀市ゆめが丘2丁目から伊賀市荒木に至る。
路線名は「依那具荒木線」だが、依那具は通っていない。

### 路線データ
- 起点：伊賀市ゆめが丘2丁目（三重県道153号依那具市部線起点）
- 終点：伊賀市荒木（字川原343番1地先[1]：荒木交差点、国道163号交点）
- 総延長：4,224 m

## 歴史
- 1995年（平成7年）4月1日 - 路線認定・供用開始[1][2]。

## 路線状況

### 道路施設

#### 橋梁
- つどい橋（小波田川、伊賀市）
- 下代橋（久米川、伊賀市）

### 交通量
平日12時間交通量
| 地点       | 交通量  |
| ---------- | ------- |
| 伊賀市荒木 | 2,767台 |

## 地理

### 通過する自治体
- 三重県
  - 伊賀市

### 交差する道路
| 交差する道路              | 交差する場所         | 交差する場所      |
| ------------------------- | -------------------- | ----------------- |
| 三重県道153号依那具市部線 | ゆめが丘2丁目        | 起点              |
| 三重県道56号上野大山田線  | 下友生（しもともの） | 下友生交差点      |
| 国道163号 / 伊賀街道      | 荒木                 | 荒木交差点 / 終点 |

### 沿線
- 白鷺公園